# Тежки крайцери тип „Тоне“
Тоне (на японски: 利根型重巡洋艦) са серия от два тежки крайцера на Императорските ВМС на Япония от 1930-те години.
Разузнавателна модификация на крайцерите от типа „Могами“, създаден специално за действия в състава на авионосните съединения. Имат концентриране в носовата част на всичките 4 кули на главния калибър и развито авиационно въоръжение. През 1934 г. са дадени поръчките за две единици, които получават названията „Тоне“ и „Чикума“ и са построени в периода 1934 – 1939 г. от корабостроителницата на „Мицубиши“ в Нагазаки.
Двата кораба имат активно участие в бойните действия на Тихоокеанския театър през Втората световна война. „Чикума“ загива в хода на сражението в залива Лейте, на 25 октомври 1944 г., „Тоне“ е потопен от американската авиация в Етаджима, на 24 юли 1945 г., по-късно е изваден и преден за скрап.

## Разработка на проекта
Съгласно приетата на 9 ноември 1930 г. „Първа програма за попълване на флота“, от 1934 г. се предвижда изпълнение на нейната втора част, включваща в себе си построяването на 78 нови кораба. През май 1933 г. Морският генерален щаб (МГЩ) започва обсъждането на плановете за нейната реализация, всички те включват в себе си построяването на два 8450-тонни крайцера клас B. През октомври проекта е одобрен от кабинета на министрите, през декември е представен на 65-а сесия на парламента, а на 20 март 1934 г. той е официално приет с названието „Втора програма за попълнение на флота“. За 8450-тонните крайцери според нея се отделят 62,53 милиона йени, или по 31,265 млн. за единица.
Техническите изисквания към двойката крайцери МГЩ формулира още на 14 юни 1933 г., те включват в себе си:
- Ударно въоръжение от петнадесет 155-мм оръдия с ъгъл на възвишение 75°, осем 127-мм оръдия в сдвоени установки, дванадесет зенитни автомата, шест 610-мм торпедни апарата на борд, четири хидросамолета;
- Броневата защита, издържаща на попадения от 203-мм снаряди в района на погребите и на 155-мм в района на силовата установка;
- Максимална скорост на хода от 36 възела (с 1 по-малко, отколкото при „Могами“), далечина на плаване от 10 000 морски мили на 18-възлов ход;
- Основни задачи като на крайцерите от клас A[3][4].

Разработката на крайцерите по тези изисквания се води от Четвърта секция на Морския технически департамент под ръководството на контраадмирал Кикуо Фуджимото, по-късно във връзка с инцидента с „Томоджуру“ сменен от капитан 1-ви ранг Кейджи Фукуда. Крайният резултат е базовият проект № C-38, по него в периода 1934 – 1935 г. в Нагазаки са заложени два корпуса.
През 1936 г. МГЩ корено променя своите изисквания спрямо строящите се кораби, вече те се класифицират като „разузнавателни крайцери“ (сакутеки дзюнъйокан). Базираните на тях самолети трябва да подсигуряват далечно разузнаване, коректировка на огъня и борбата с подводниците. Тъй като толкова голям брой летателни апарати е невъзможно да се поместят в хангар, а на палуба те могат да бъдат повредени от огъня на собствената артилерия, то е избрана схема със съсредоточаването на всички установки на ГК в носовата част. Съществува алтернативно мнение, че изменението на компоновката е предизвикано от желание да се подобри разсейването на 203-мм снаряди при стрелбата. Измененията относително оригиналния проект са следните:
- Водоизместимост 12 500 тона с 2/3 запаси;
- Максимална скорост на хода 36 възела при 150 000 к.с., далечина на плаване 8000 (против 10 000) морски мили на 18-възлов ход;
- Въоръжение от четири (вместо пет) триоръдейни 155-мм кули, съсредоточени в носовата част, десет (против осем) 127-мм оръдия в сдвоени установки, осем 25-мм зенитни автомата и четири 13,2-мм картечници, четири трътръбни 610-мм торпедни апарата, шест-осем хидросамолета (2 – 4 триместни, 4 двуместни);
- Значително съкращаване на дяла на електрозаваряването като резултат от разследването на инцидента с Четвърти флот. Вече всички влияещи на здравината на корпуса съединения трябва да са изпълнени чрез нитоване[5][6].

Последващите изменения са предизвикани от това, че от 1 януари 1937 г. Япония се отказва извън действията на всички договори за ограничаване на морските въоръжения. Съответно, на мястото на 155-мм кули се поставят 203-мм, поради по-големия диаметър на основата барбетите придобиват конусовидна форма. От планираната пета 127-мм установка се отказват, тъй като при поставянето ѝ по оста на кораба тя ще се закрива от надстройките и грамадната гротмачта с товарна стрела. Най-накрая, 13,2-мм картечници са сменени с 25-мм автомати, довеждайки броя им до шест сдвоени.

## Конструкция

### Корпус и компоновка
Конструкцията на корпусите на корабите като цяло повтаря използваната при по-ранните крайцери от типовете A и B и е много близка към тази на „Судзуя“ и „Кумано“. Те имат същата огъната форма на форщевена, вълнообразна форма на горната палуба, развити противоторпедни були и заоблени обводи. Обаче при тях вече е отчетен опитът от инцидента с Четвърти флот, и техните корпуси изначално са усилени.
Зад четирите оръдейни кули в носовата част се намира кулоподобната надстройка с умерени размери, подобна на тази при „Могами“. Нейните седем нива включващ в себе си оперативната, щурманската и радиорубката, ходовия мостик, приборите за управление на огъня, стаите за почивка на капитана и флагофицерите, а също работилницата и част от складовите помещения. Следват четириногата решетъчна фокмачта и зенитната палуба. На последната са сдвоения комин, въздухозаборниците на вентилаторите за машинните и котелните отделения, прожекторната площадка, резервният визьор за централно насочване тип 94, две визьорни колонки тип 95, 127-мм зенитни оръдия и част от 25-мм автомати. Зад тях се намират триногата гротмачта с масивна товарна стрела, двата катапулта и обширната система от релси за съхранение и преместване на хидросамолетите, заемаща цялата кърма. Спасителните средства са представени от два 11 м и три 9 м катера, две 12 м и една 8 м лодки. На „Тоне“ в допълнение има оперативен катер, на „Чикума“ – катер за поставяне на мишените.
Разпределение на теглото на елементите изглежда по следния начин:
|                              | Маса, т   | В проценти |
| ---------------------------- | --------- | ---------- |
| Корпус                       | 4692,0    | 33,35%     |
| Бронева защита               | 2073,0    | 14,73%     |
| Оборудване и снаряжение      | 1087,35   | 7,73%      |
| Въоръжение                   | 1852,62   | 13,17%     |
| Силова установка             | 2415,88   | 17,17%     |
| Гориво и смазочно масло      | 1847,46   | 13,13%     |
| Запаси прясна вода           | 111,4     | 0,79%      |
| Друго                        | 10,32     | 0,07%      |
| Водоизместимост с 2/3 запаси | 14 069,65 | 100 %      |

При крайцерите проектната височина на борда (при нормална водоизместимост 13 370 дълги тона) при носа съставлява 7,48 м, в средата на корпуса тя се понижава до 4,68 м, а при кърмата до 4,63 м. Фактическата височина на борда през ноември 1938 г. (при водоизместимост с 2/3 запаси – 14 070 д.т.) при носа е 7,22 м, в средата на корпуса – 4,42 м, а в кърмата – 4,37 м.
Устойчивостта на корабите благодарение на учетения опит от инцидента с „Томоджуру“ е по-добра, отколкото при типа „Могами“. Метацентричната височина на изпитанията на крайцера „Тоне“ за стабилност от 5 ноември 1938 г. съставя 1,76 м при пълно натоварване (15 201 т), 1,61 м при натоварване 2/3 от пълното (14 070 т) и 1,15 м в олекотения вид (11 258 т).

### Въоръжение
Главният калибър на крайцерите включва осем 203,2-мм оръдия тип 3 № 2 в четири двуоръдейни кули. Тази артсистема се явява модернизация на по-ранната тип 3 № 1, на въоръжение във ВМФ на Япония от 6 април 1931 г., изначално с нея са въоръжени крайцерите от типа „Такао“. Оръдието има дължина на ствола 50 калибра и максимална скорострелност 4 изстрела в минута. То е с бутален затвор, стволът е скрепен чрез полуобмотаване, общата му маса съставлява 19,0 тона.
Всичките четири кули са съсредоточени на носа, от тях втората е издигната. Използваната установка е тип E3 и се базира на по-ранната тип E1, разработена в края на 20-те години и поставена на крайцера „Мая“. При маса от 177 тона и диаметър на основата 5,03 м тя има кръгово брониране от плочи NVNC с дебелина 25 мм. Отгоре има закрепени тънки стоманени листове, играещи ролята на слънцезащитни екрани. Поради планираното изначално използване на 155-мм кули с по-широки основи крайцерите от типа „Тоне“ получават барбети с конична форма, с диаметър от 5,7 м на нивото на долната палуба и 5,0 м – на нивото на горната (за установки № 2 – 5,7 и 2,8 м съответно). Устройствата за насочване (по два електродвигателя и хидропомпи) и зареждане са много сходни с използваните на E1. Към момента на влизането в строй се използват снарядите образец 1931 г. (тип 91) – бронебоен, „с общо предназначение“ (фугасен) и учебен (практически), щатният им боекомплект съставлява 1000 единици (150 на ствол). Максималната далечина на стрелбата при ъгъл на възвишение от 45° достига 29,4 км.
Системата за управление на огъня на главния калибър на крайцерите включва в себе си два визьора за централно насочване (ВЦН) тип 94 модел 2 – на върха на носовата надстройка (главен) и зад комина (резервен), визьор за следене на целта тип 92 модел 1 (на долната палуба), два 8-метрови (на покривите на кули на ГК № 2 и 4) и един 6-метров (на върха на надстройката) далекомера тип 14, и три 110-см прожектора тип 92. Също има поставени устройства за задържане на изстрела тип 98, намаляващи разсейването на снарядите.
За борба със самолетите на зенитната палуба около комина са поставени осем 127-мм оръдия тип 89 в сдвоени щитови установки с електрохидравлично задвижване тип A1 модел 1. С максимален ъгъл на възвишение от 90° тяхната ефективна досегаемост по височина достига 7400 метра, боекомплектът им е 1600 снаряда (по 200 на ствол). За управление на огъня им се използват две СУАЗО тип 94 (по страните на надстройката), всяка с 4,5-метров далекомер.
Малокалибреното зенитно въоръжение е представено от шест сдвоени 25-мм автомата тип 96: първата двойка са на спонсони в предната част на надстройката, втората – на прожекторната площадка зад комина, третата отстрани на гротмачтата. Техният боекомплект включва 24 000 снаряда (по 2000 на ствол). За управление на огъня на зенитните автомати се използват три визьорни колонки тип 95: една на надстройката и две между комина и гротмачтата.
Торпедното въоръжение се състои (както и на типа „Могами“) от четири тритръбни въртящи се 610-мм торпедни апарата тип 90 модел 1, разположени на горната палуба в задната част на надстройката. При маса от 15,75 тона, дължина 8,87 м и ширина 3,59 м те имат електрохидравлично насочване, въртенето на максималните 105° отнема 5,3 секунди (в случай на резервното ръчно – до 90 секунди). В торпедния отсек има компресор и генератор за „специален въздух“ (кислород).
Използваните кислородни торпеда тип 93 модел 1 при стартова маса 2,7 тона носят 490 кг взривно вещество тип 97 и могат да изминат 40 000 м на 36 възела, 32 000 на 40 и 20 000 на 48. От общия им боекомлект, 24 броя, дванадесет се намират в торпедните апарати, а още толкова – в системата за бързо презареждане. Бойните глави на торпедата имат защита от брониран кожух. За управление на техния огън се използват два визьора тип 91 модел 3 и два прибора за управление на торпедната стрелба тип 93 на надстройката. Освен тях на фокмачтата (в съседство с радиопеленгатора тип 93) се намира прибора за управление на торпедната стрелба тип 92, необходим за използването на кислородни торпеда с обсег до 30 000 м, а на нивото на горната палуба – торпеден автомат за стрелба тип 93.
Крайцерите имат по два малки трала и два паравана. На техните кърми има два жлеба за пускане на дълбочинни бомби (Тип 95, по-късно и Тип 2). На трюмната палуба се поместен пост за свръзка с подводните лодки. Неговата апаратура (тип „Фуку“ модел 10, допускаща използването ѝ в качеството на пасивен ХАС) е поставена по-долу, между 39-ия и 40-ия шпангоути.
Авиационното въоръжение се състои от два барутни катапулта тип № 2 модел 5, разположени побордно над торпедните отсеци. При дължина от 19,4 м те позволяват пускането на самолети с тегло до 4000 кг до стартова скорост от 28 м/с. Авиогрупата по проект се състои от два триместни (тип 94, на стрелите на катапултите) и четири двуместни (тип 95, на системата от релси на горната палуба в кърмовата част) разузнавателни хидросамолета. „Чикума“ е планиран да носи осем машини (четири тип 94 и четири тип 95), но фактически поради дефицита за тях двата крайцера носят само пет. За качването на борда на хидросамолетите, на гротмачтата, има кран с 24 м стрела, авиобомбите (по 60 кг и 250 кг) се съхраняват в защитено от броня помещение зад 4-та кула на ГК, бензиновите цистерни (със система за пожарогасене с въглероден двуокис) се намират на трюмната палуба.

### Бронева защита
Главният броневи пояс е от плочи NVNC при дължина 77,80 м, ширина 2,60 м, наклон от 20° и дебелина от 100 мм (в горната част) до 65 мм (в долната) защитава котелните и машинните отделения. По-долу той продължава от два слоя плочи стомана тип „D“ с ширина 2,6 м и дебелина от 34 до 45 мм. Най-накрая, още по-ниско идва трети ред от 18-мм или 25-мм аналогични плочи. Както и предходния, той играе ролята на противоторпедна преграда. За защита на погребите на боезапаса в носовата част има отделен пояс от стесняващи се надолу плочи NVNC. Той има дължина 44,82 м, ширина в 4,0 м и наклон 20°, с дебелина при горния край 145 мм, 55 мм на нивото на долната палуба и 75 мм – на нивото на трюмната.
Към горния край на прикриващия енергетичната установка пояс е стикована средната палуба, съставена на този участък от плочи CNC с дебелина 31 мм. Нейните участъци с ширина по 2,9 м по всеки борд представляват броневи скосове с наклон от 15° и дебелина 65 мм. Към по-дебелия носов пояс се крепи броневата долна палуба, съставена от 56-мм плочи CNC, и играеща ролята на хоризонтална защита на погребите. Като цяло, усиленото палубно брониране е най-сериозната разлика на типа „Тоне“ спрямо другите японски крайцери по защитеност.
Четирите напречни прегради от плочи NVNC (достигащи до нивото на долната или трюмната палуби) се крепят към поясите и играят роля на траверси, защитаващи погребите за боезапаса и силовата установка. Първата ит тях, обвиваща първата кула на ГК, има дебелина от 175 (края) до 130 (центъра) мм, втората (пред първото котелно отделение) – 67 мм. Третата има дебелина от 105 до 67 мм, последната, отделяща машинните отделения от кърмовите отсеци, е съставена от 105-мм плочи.
Барбетите на кулите на ГК с обща височина 5,15 м над нивото на долната палуба се защитават от 25 мм CNC. Под тях се намира коничната част с дебелина 145 – 70 мм (№ 1, 3, 4) или 155 – 75 мм (№ 2) NVNC, увенчани с 25-мм опорен брониран пръстен.
Димоходите от задните котелни отделения се прикриват от 105-мм (външната страна) или 70-мм (предната и задната част, вътрешната страна) плочи CNC на 1,62 м от нивото на средната палуба. Каналите на вентилаторите на машинните и задните котелни отделения имат защита от 90 мм (страниците) или 60 мм (чело и задна част) от същия материал на 0,75 м. Намиращите се в района на барбетите на 3-та и 4-та кула погреби на 127-мм оръдия, освен бронираната долна палуба, имат защита във вид на 140 – 70 мм плочи по бордовете и 125 – 70 мм отпред и отзад. Стените и тавана на рулевото отделение се защитават от 35 до 100 мм NVNC и CNC. Бойната рубка окръжават плочи с дебелина от 40 до 130 мм.

### Силова установка
На крайцерите има 4 турбозъбчати агрегата с мощност по 38 000 к.с. (23,9 МВт), привеждащи в движение 4 трилопастни гребни винта. Дадената паротурбинна установка е разработена от четвъртата секция на Морския технически департамент (Кансей Хомбу, съкратено – Кампон) за крайцерите от типа „Могами“. Основната разлика при модификацията на „Тоне“ става малко по-различната компоновка: предните ТЗА въртят външните валове, а задните – вътрешните.
Всеки агрегат включва в себе си активни турбини за високо (12 410 к.с. при 2613 об/мин), средно (12 340 к.с. при 2613 об/мин) и ниско налягане (13 250 к.с. при 2291 об/мин). ТВН и ТСН са еднопоточни, ТНН – двупоточна. С помощта на трите водещи зъбни колела на редуктора те въртят вала на 3,8 м гребен винт с максимална честота от 340 об/мин.
Предвидени са отделни турбини за задния ход. Те се захранват с пара от турбините за ниско налягане и имат мощност 40 000 к.с. (по 10 000 к.с. всяка), въртейки винтовете в направление обратно на въртенето на винтове при преден ход.
За икономичен ход има две крайцерски турбини, съединени със зъбни колела към турбините средно налягане на предните ТЗА. Те работят с отработената пара от основните турбини, развивайки по 2770 к.с. при 4796 об/мин. Сумарната мощност на всеки от ТЗА в крайцерски режим съставлява 3750 к.с. при 140 об/мин щатно и 5740 к.с. при 165 об/мин при форсаж. Предвижда се 7,5 к.с. електротрансмисия на въртящия механизъм. Максималният запас гориво в 65 цистерни съставлява 2690 тона мазут (против 2302 тона на „Судзуя“ и „Кумано“), с тях крайцерите могат да изминат 12 000 морски мили на 14-възлов ход или 8000 при 18-възлов.
Парата за турбозъбчатите агрегати подават осем водотръбни котела тип „Кампон Ро Го“ с нефтено отопление, разположени в осем котелни отделения. Работното налягане на парата е 22,0 кгс/см² при температура 300°C. За отвеждане на продуктите от горенето се използва сдвоен комин.
| Резултати от ходовите изпитания на крайцерите | Резултати от ходовите изпитания на крайцерите | Резултати от ходовите изпитания на крайцерите | Резултати от ходовите изпитания на крайцерите | Резултати от ходовите изпитания на крайцерите | Резултати от ходовите изпитания на крайцерите |
|                                               | Дата                                          | Място на провеждане                           | Водоизместимост, тона                         | Мощност на силовата установка, к.с.           | Скорост, възела                               |
| --------------------------------------------- | --------------------------------------------- | --------------------------------------------- | --------------------------------------------- | --------------------------------------------- | --------------------------------------------- |
| „Тоне“                                        | септември 1938 г.                             | Район около остров Кошикиджима                | 14 097                                        | 152 189                                       | 35,55                                         |
| „Чикума“                                      | 29 януари 1939 г.                             | Район около остров Кошикиджима                | 14 080                                        | 152 915                                       | 35,44                                         |

За захранване на корабната електромрежа (с напрежение – 225 В) се използват три турбогенератора с мощност 300 кВт всеки, и два дизелни електрогенератора за 250 кВт. Те са поместени в пет отсека: три на трюмната палуба (от които два се намират пред машинните отделения, а един зад тях) и два под нея. Сумарната мощност съставлява 1400 кВт, както е на „Судзуя“.

### Екипаж и условия за обитаемост
По проект екипажът на крайцерите се състои от 874 души: 59 офицера и 815 подофицери и матроси. Поради усилването на малокалибрената зенитна артилерия по време на войната числеността му надхвърля 1000.
Редовия състав е разместен в осемнадесет кубрика: на средната палуба се намират № 1 – № 4 в централната ѝ част (там са и помещенията за подофицерите) и № 5 – № 8 в кърмовата, на долната № 9 – № 11 на носа и № 12 – № 18 на кърмата. Общият им обем (с оглед и санитарно-хигиенното оборудване) съставлява 3585 м³, или 4,4 м³ на човек.
Каютите на офицерите се намират в носовата част на долната (само за чокуми шикан) и средната (за всички останали) палуби. Техният общ обем (считая и заеманото от санитарно-хигиенните помещения) е 1868 м³, или 31,7 м³ на човек. Височината на междупалубното пространство съставлява 2,55 м (между долната и средната палуби) и 2,60 м (между средната и горната). Съответно, някои бивши офицери на ЯИФ след войната твърдят, че „Тоне“ и „Чикума“ се ползват с репутацията на най-добрите японски крайцери от гледна точка условия за обитаемост.
На корабите има складове за ориз и мариновани продукти (в носовата част) и хладилна камера (на кърмата). На средната палуба са лазаретът, матроската баня и санитарно-хигиенните помещения за командния състав. Отделните (за офицери и матроси) камбузи се намират на горната палуба по десния борд, при предния торпеден отсек.

## Строителство
Главният кораб в серията е заложен на стапел № 1 в корабостроителницата на компанията „Мицубиии“ в Нагазаки на 1 декември 1934 г. Едновременно със залагането му получава названието „Тоне“ в чест на течащата по равнината Канто река. По-рано това име вече е носено от бронепалубен крайцер, който служи в ЯИФ в периода 1910 – 1931 г. На 21 ноември 1937 г. „Тоне“ е спуснат на вода, в строй влиза на 20 ноември 1938 г.
Вторият кораб е заложен на освободения стапел № 2 на същата корабостроителница на 1 октомври 1935 г. Два дни по-рано, на 28 септември, той получава названието „Чикума“, в чест на горното течение на река Шинано в префектура Нагано. В миналото това име носи турбинен бронепалубен крайцер, който служи в ЯИФ в периода 1912 – 1931 г. „Чикума“ слиза на вода на 19 март 1938 г., а на 20 май 1939 г. е предаден на флота.
| Название        | Място на построяване                       | Заложен         | Спуснат на вода | Въведен в експлоатация | Съдба |
| --------------- | ------------------------------------------ | --------------- | --------------- | ---------------------- | --- |
| „Тоне“ (利根)   | Корабостроителница на „Мицубиши“, Нагазаки | 1 декември 1934 | 21 ноември 1937 | 20 ноември 1938        | Потопен от американската авиация в Куре на 24 юли 1945 г., изваден и разкомплектован за метал в периода 1947 – 1948 г. |
| „Чикума“ (筑摩) | Корабостроителница на „Мицубиши“, Нагазаки | 1 октомври 1935 | 19 март 1938    | 20 май 1939            | Потопен от американската авиация при остров Самар на 25 октомври 1944 г.                                               |

## История на службата
След влизането му в строй „Тоне“ се намира в резерва, по-късно – в състава на 6-а дивизия. На 15 ноември 1939 г. е образувана новата 8-а дивизия, в която влизат и „Тоне“ (флагман), и „Чикума“.
През април и септември 1940 г. двата кораба плават до крайбрежието на Южен Китай, а на 11 октомври участват в морския преглед в Йокохама в чест на 2600-летието от основаването на Японската империя. До края на ноември те са отдокувани в Майдзуру. Третия поход на „Тоне“ и „Чикума“ към южнокитайските брегове заема периода от декември 1940 до март 1941 г. През април и септември 1941 г. те отново преминават докуване в Майдзуру в рамките на първата и втората фази на военните приготовления.
На 17 ноември 1941 г. 8-а дивизия е тактически подчинена на Мобилните сили (Кидо Бутай), ядрото на които съставляват шест самолетоносача и четирите линкора от типа „Конго“. На 26 ноември заедно те напускат залива Хитокаппу на остров Еторофу за участие в Хавайската операция. Поради малкото щатни запаси гориво за такъв поход „Тоне“ и „Чикума“ вземат на борд голямо количество варели с мазут. Сутринта на 7 декември хидросамолетите Тип 0 от двата крайцера провеждат последното разузнаване на Пърл Харбър. След успешния удар по американската база, 8-а дивизия прикрива втория десант на Уейк, в Куре тя се връща на 29 декември.
От 10 до 27 януари 1942 г. двата крайцера в състава на Кидо Бутай поддържат превземането на Рабаул, Лае и Саламуа. На 1 февруари те излизат за прихващане на американските 8-о и 17-о оперативни съединения, но безуспешно. На 19 февруари „Тоне“ и „Чикума“ прикриват Кидо Бутай в хода на удара по Дарвин. На 1 март южно от остров Рождество те потопяват нидерландския търговски съд „Модьокерто“ и (съвместно с линкорите) американския разрушител „Едсол“, изстрелвайки по него сумарно 844 203-мм и 62 127-мм снаряда. На 4 март „Чикума“ също унищожава съвместно с „Уракадзе“ съда „Енгано“.
На 26 март 8-а дивизия отплава заедно с Кидо Бутай на поход в Индийския океан. Сутринта на 5 април един от хидросамолетите на „Тоне“ открива британските тежки крайцери „Корнуол“ (HMS Cornwall (56)) и „Дорсетшир“ (HMS Dorsetshire (40)), които след това са потопени от японската палубна авиация. В Майдзуру 8-а дивизия се връща на 23 април, двата кораба до 12 май са там на докуване.
В хода на операцията „MI“, сутринта на 4 юни хидросамолетите на двата крайцера осъществяват търсене на цели в района на Мидуей, и именно борд на „Тоне“ първи открива американското авионосно съединение – но вече след като то е вдигнало във въздуха своите авиогрупи. Вечерта на същия ден „Тоне“ и „Чикума“ няколко пъти са подложени на нападения от палубната и бреговата авиация на САЩ, но не получават никакви повреди.
През юли, при реорганизацията на Кидо Бутай, 8-а дивизия влиза в неговия щатен състав. На 24 август в хода на сражението при Източните Соломонови острови „Тоне“ взема на борда си част от екипажа на потопения „Рюдзю“, един от самолетите на „Чикума“ открива американските кораби, а той самият участва в неуспешното нощно преследване.
На 26 октомври 8-а дивизия участва в сражението на самолетоносачите при островите Санта Крус, при това „Чикума“ получава повреди със средна тежест: „Даунтлесите“ на „Хорнет“ постигат три бомбови попадения и един близък разрив, в резултат на които са разрушени горната част на надстройката, предния торпеден отсек по десния борд, наводнени са трето и пето котелни отделения, 151 члена на екипажа са убити и 165 са ранени. След спешен ремонт от плаващата работилница „Акаши“ крайцера е изпратен в Куре, където се намира в ремонт от 29 ноември до 28 декември.
По-голямата част на 1943 г. 8-а дивизия провежда в японски води и на Трук, само няколко пъти излизайки за прихващане на американски кораби – на 18 септември и 17 октомври. На 5 ноември в хода на бомбардировката на Рабаул „Чикума“ получава леки повреди по корпуса и оборудването поради близки разриви. На 1 януари 1944 г. 8-а дивизия е разформирувана, двата крайцера влизат в състава на 7-а дивизия, по-рано включваща „Судзуя“ и „Кумано“.
На 9 март „Тоне“ заедно с „Чикума“ потопяват британския кораб „Бихар“ в района на Кокосовите острови. Обаче поради предаденото от него съобщение за бедствие рейдерската операция е отменена, крайцерите се връщат в Сингапур на 20 март. Те участват в операцията „А-Го“, на 19 – 20 юни, но нямат повреди.
На 18 октомври „Тоне“ и „Чикума“ заедно с Първо ударно съединение на Такео Курита напускат Линга за участие в операцията „Шо-Го“. На 24 октомври в морето Сибуян „Тоне“ получава леки повреди от три бомбови попадения. На следващия ден при остров Самар двата кораба активно участват в боя с „Тафи 3“ (в частност, в потопяването на самолетоносача „Гембир Бей“), и за „Чикума“ това сражение става последно: той губи ход след последователни попадения на три 570-мм торпеда Mk 13 с 272 кг торпекс, пуснати от TBM-1C (предположително на „Натоми Бей“ и „Киткун Бей“). Във втората половина на деня TBM-1C на „Омани Бей“ поразяват крайцера с още три авиоторпеда, и той потъва в течение на 15 минути. Оцелелите членове на екипажа на „Чикума“ приема на борд разрушителя „Новаки“, който в нощта на 26-и е потопен от американските кораби заедно с всички намиращи се на борда му. Така, от над хилядния екипаж на крайцера не оцелява никой.
„Тоне“, при остров Самар, получава едно попадение от 127-мм снаряд и една 250-кг авиобомба, общите му загуби за 24 и 25 октомври са 19 души убити. С това сражение 7-а дивизия прекратява своето съществуване, уцелелите „Тоне“ и „Кумано“ са предани в 5-а дивизия на Втори флот.
До февруари 1945 г. „Тоне“ се намира на ремонт в Майдзуру, и впоследствие не напуска вече Япония. На 19 март той е леко повреден от близки разриви на бомби. На 24 юли в Етаджима при нападение на палубната авиация на 38-а оперативна група „Тоне“ получава три преки попадения на 250-кг и 500-кг бомби и седем близки разрива, в резултат на което ляга на грунта и е изоставен от екипажа. На 28 юли той получава допълнителни повреди при ново нападение. В такова състояние „Тоне“ се намира до капитулацията на Япония и изключването му от списъците на флота. През април 1947 г. започва изваждането на надстройките и кулите, на 4 май 1948 корпуса е изваден и отбуксиран в Куре, където към 30 сепртември е разкомплектова за метал.

## Модернизации
През април 1941 г. при докуването в Майдзуру крайцерите получават размагнитваща намотка за защита от магнитни мини.
В периода февруари – март 1943 г. „Тоне“ и „Чикума“ преминават в Майдзуру първата си военна модернизация. При нея се поставят още два сдвоени 25-мм автомата (общ брой на стволовете – 16), на фокмачтата е поставен радиолокатор за откриване на въздушни цели № 21 (изчислителния прибор тип 92 при това е демонтиран), надстройката получава ветрозащитни козирки, на нея е оборудван команден пост за управление на зенитния огън.
В периода ноември – декември 1943 г. „Тоне“ и в декември 1943 – февруари 1944 „Чикума“ преминават в Куре втора военна модернизация. При нея е усилено зенитното въоръжение – сдвоените 25-мм автомати на надстройката и при гротмачтата са заменени с трицевни (общ брой стволове – 20), допълнително са поставени четири 13,2-мм картечници тип 93. Също за подобряване на херметичността на корпуса всички илюминатори на долната палуба и много от тези на средната са заварени.
От 26 юни до 8 юли 1944 г. „Тоне“ и „Чикума“ преминават в Куре трета военна модернизация. При нея отноново се усилва зенитното въоръжение – на мостика и на кърмата допълнително са поставени четири строени и 23/25 („Чикума“/„Тоне“) единични 25-мм автомата (общ брой стволове – 55/57), на фокмачтата са поставени два радиолокатора за откриване на надводни цели № 22 4-та модификация, на гротмачтата допълнителен радар № 13, също крайцерите получават приемници за радарно излъчване и устройства за инфрачервена свръзка.
„Тоне“, при ремонта в Майдзуру от 17 ноември 1944 до 17 февруари 1945 г., преминава последна модернизация. При нея допълнително поставят четири строени 25-мм автомата, седем единични са свалени (общ брой стволове – 62). Радиолокаторът № 21 е демонтиран, а РЛС № 22 4-та модификация е модернизиран с поставянето на суперхетеродинен приемник и може да се използва в системата за управление на огъня.

## Коментари
1. ↑  Официално са класифицирани като крайцери клас A (ко-кю дзюнъйокан).
2. ↑  На 12 март 1934 г. едва що влезлият в строй миноносец „Томоджуру“ се преобръща по време на щорм, загиват 97 члена на екипажа. Този инцидент води до отстраняването на главния конструктор Фуджимото и въвеждането на строги изисквания към устойчивостта на корабите.
3. ↑  Данни от изпитанията на крайцера „Тоне“ от 5 ноември 1938 г.
4. ↑  60% тринитротолуол или тринитроанизол, 24% хексанитродифениламин, 16% алуминиева пудра.
5. ↑  Хромоникелова бронева стомана, съдържаща 0,43 – 0,53% въглерод, 3,7 – 4,2 % никел и 1,8 – 2,2 % хром. Аналог на по-ранната британска тип VH, произвеждана в Япония от началото на 20-те години.
6. ↑  Конструкционна стомана с повишена якост, съдържаща 0,25 – 0,30% въглерод и 1,2 – 1,6% манган. Разработена от британската компания „Дейвид Колвил енд Сънс“ (оттук и обозначението Dücol или просто „D“) през 1925 г., която е малко по-здрава от марката HT.
7. ↑  Бронева стомана, съдържаща 0,38 – 0,46% въглерод, 2,5 – 3,0% никел, 0,9 – 1,3% мед и 0,8 – 1,3 % хром. Поевтинен аналог на NVNC със замяна на част от дефицитния никел с мед, използва се за плочи с дебелина до 75 мм.
8. ↑  Чокуми шикан – термин, обозначаващ младшите офицери на ЯИФ (до лейтенант включително), произведени от подофицер за достойна служба или след завършване на специални курсове.
9. ↑  В японските източници се твърди, че американците спасяват един оцелял от „Чикума“. Виж книгата на Лакруа и Уелс, стр. 533.